# Mary Berg (Holocaust-Überlebende)
Mary Berg (geb. als Miriam Wattenberg vermutlich am 10. Oktober 1924 in Łódź; gest. im April 2013 in Pennsylvania) war eine Überlebende des Warschauer Ghettos. Sie veröffentlichte ein Tagebuch zu den Kriegsereignissen während der deutschen Besetzung Polens, das ihre persönlichen Einträge im Zeitraum zwischen dem 10. Oktober 1939 und dem 5. März 1944 wiedergibt.

## Leben
Mary Bergs Vater war Sruel Wattenberg, ein Galerist im Vorkriegs-Łódź. Ihre Mutter Lena war amerikanische Staatsbürgerin und lebte in der Zweiten Polnischen Republik. Lena Wattenbergs Eltern trugen den Nachnamen Zol (ursprünglich Zolotarewski) und lebten in Long Branch, New Jersey. Mary hatte eine Schwester, Anna. Die Schwestern qualifizierten sich aufgrund der Nationalität ihrer Mutter für die amerikanische Staatsbürgerschaft.
Während der Invasion Polens durch Nazi-Deutschland zog die Familie von Łódź nach Warschau. Aufgrund ihrer amerikanischen Verbindung wurden die Schwestern und ihre Eltern vor der Großaktion Warschau zur Auflösung des Warschauer Ghettos im Juli 1942 im Gefängnis Pawiak inhaftiert. Sie hörten die Schüsse und Schreie der Warschauer Juden, die zum Umschlagplatz gebracht wurden, wo sie in Züge verladen und dann im Vernichtungslager Treblinka ermordet wurden. Zu dieser Zeit hatten sie nur begrenzten Kontakt zu Freunden und Verwandten, die versuchten, einer Deportation zu entgehen. Im Januar 1943 wurden Mary und ihre Familie in das französische Internierungslager Vittel verlegt.
Am 1. März 1944 bestiegen sie einen Zug nach Lissabon. Nach ihrer Abreise wurden viele der Insassen von Vittel, darunter auch Marys Zimmergenossin, in das von Deutschland besetzte Polen zurück verbracht, wo sie in Auschwitz umkamen bzw. ermordet wurden. In Lissabon bestiegen die Bergs den Ozeandampfer SS Gripsholm für die Reise nach Amerika. Ihre Memoiren „Warschauer Ghetto“ beschreiben ihre Jahre im Ghetto und ihre Monate in Pawiak und Vittel. Sie kam im März 1944 im Alter von 19 Jahren in den Vereinigten Staaten an. Ihre Memoiren wurden im selben Jahr in amerikanischen Zeitungen veröffentlicht und waren damit einer der frühesten Berichte über den Holocaust, die auf Englisch verfasst wurden.

## Veröffentlichung
Im Juni 1944 lehnte der Verlag Dial Press (im Staat New York) die Veröffentlichung des Manuskripts mit der Begründung ab, dass der Markt mit Büchern über Konzentrationslager und die Verfolgung durch die Nazis überschwemmt sei. Das Buch wurde schließlich von Bermann Fischer im Februar 1945 herausgebracht, war aber seit den 1950er Jahren vergriffen. Es wurde 2006 sowie erneut im April durch den in London ansässigen Verlag Oneworld Publications als Das Tagebuch von Mary Berg: Aufwachsen im Warschauer Ghetto veröffentlicht.

## Spätere Jahre
Es gibt keine Kenntnisse darüber, was mit den wenigen Freunden und zwei Onkeln passiert ist, die Mary zurückgelassen hat und die bei ihrer Flucht noch am Leben waren. Sie gelobte, alles in ihrer Macht Stehende zu tun, um „die zu retten, die noch gerettet werden konnten, und um diejenigen zu rächen, die in ihren letzten Augenblicken so bitter gedemütigt wurden. Und diejenigen, die zu Asche zermahlen wurden, werde ich immer lebend sehen. Ich werde alles erzählen.“ ...
Mary Berg war in den frühen 1950er-Jahren aktiv an der Verbreitung von Berichten über das Warschauer Ghetto beteiligt, trat im Radio auf und war bestrebt die Wirklichkeit über das zu erzählen, was wir heute den Holocaust nennen. Danach verschwand sie aus der Öffentlichkeit. Sie weigerte sich seither entschieden, sich öffentlich an Gedenkanlässen und anderen Ereignissen im Zusammenhang mit Berichten und Analysen zum Holocaust zu beteiligen und schützte eifrig ihre Privatsphäre. Sie gab keine Erlaubnis, ihr Tagebuch erneut zu veröffentlichen, konnte aber weitere Veröffentlichungen nicht verhindern, da der Verleger und Übersetzer S.L. Shneiderman das Urheberrecht besaß.
Sie lebte viele Jahre in York, Pennsylvania, wo sie William Pentin heiratete und als Mary Pentin bekannt war. Sie führte das Leben einer Einsiedlerin. Ihre Nachbarn wussten nicht, dass sie Jüdin war, geschweige denn, dass sie die Schrecken des Warschauer Ghettos erlebt hatte. Die Verwandtschaft, von der man weiß, stammt von ihrer Schwester Anna ab, die einen Pathologen, Leon Williams Powell Jr., heiratete und vier Kinder hatte. Diese haben sich alle entweder geweigert, neue oder zusätzliche Informationen über Berg bereitzustellen, oder bisher Bekanntes dementiert, so dass über ihre Jahre in den Vereinigten Staaten nur wenig bekannt ist.
Mary Berg Pentin starb im April 2013 im Alter von 88 Jahren in York, Pennsylvania. Ihre Identität wurde nach ihrem Tod offenbar, als ein Teilzeit-Antiquitätenhändler ihr Sammelalbum bei einem Nachlassverkauf erwarb, weil er sich für ihre Flugzeugfotos interessierte. Später spendete er das Material auf Wunsch eines Neffen von Mary Berg dem U.S. Holocaust Memorial Museum, wo es jetzt online verfügbar ist.